# Gereformeerde kerk (Tijnje)
De gereformeerde kerk is een kerkgebouw in Tijnje in de Nederlandse provincie Friesland.

## Beschrijving
De zaalkerk dateert uit 1921 en werd gebouwd naar een ontwerp van C. Draaisma. De kerk met portiek is geheel in gewapend beton uitgevoerd door aannemer H. Diepenbroek. Op de gevelsteen naast de ingang staat: "De eerste betonstorting aan dit kerkgebouw heeft plaats gehad den 12 januari 1921, door Ds. F. Bruinsma". Het kerkgebouw is een rijksmonument.
Het pijporgel is in 1976 afgebroken. Alleen het orgelfront is nog aanwezig. Er wordt gebruikgemaakt van een elektronisch orgel (Johannes Sweelinck 20).
De kerk wordt gebruikt door de Protestantse gemeente Tijnje-Terwispel.

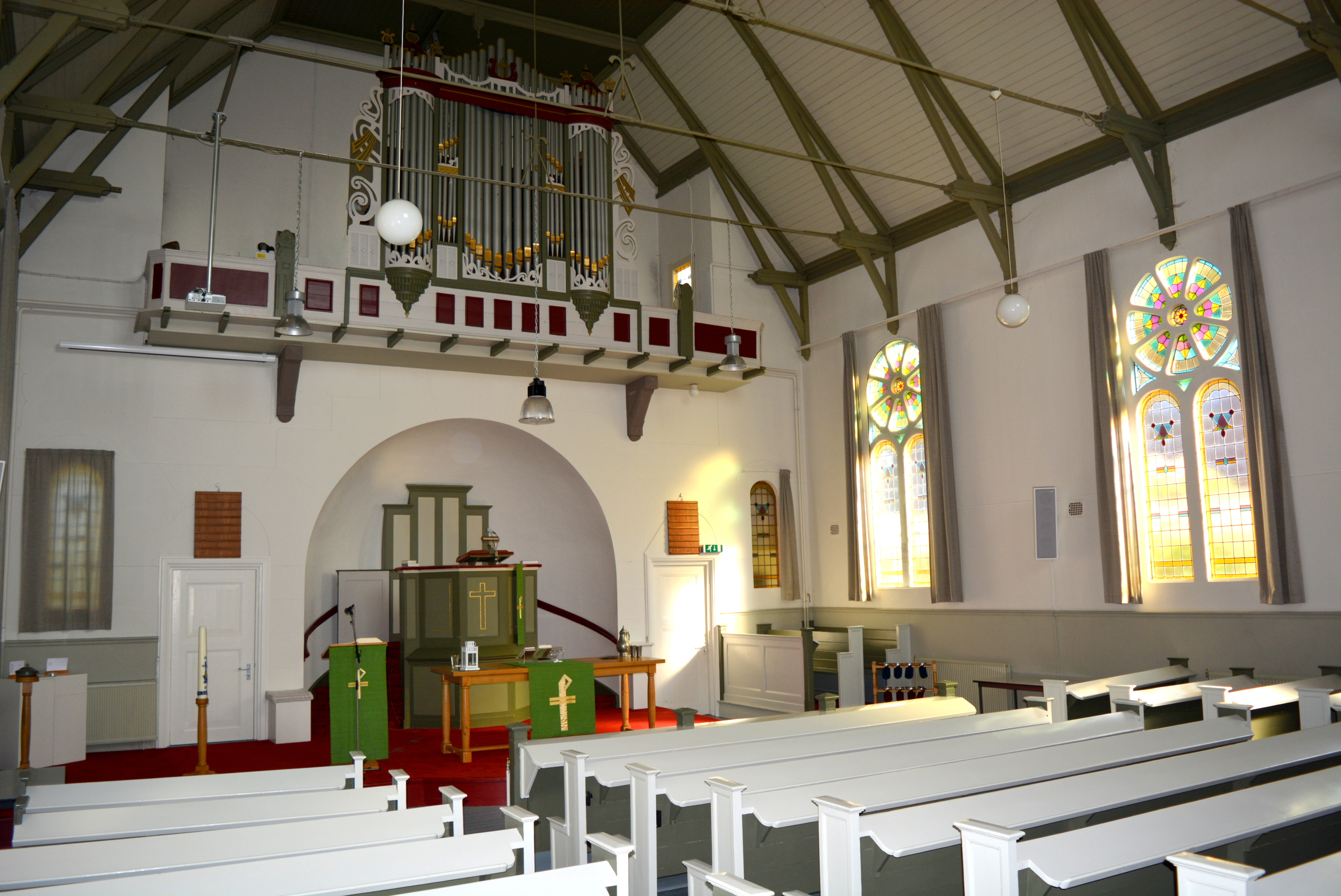
Interieur (2018)
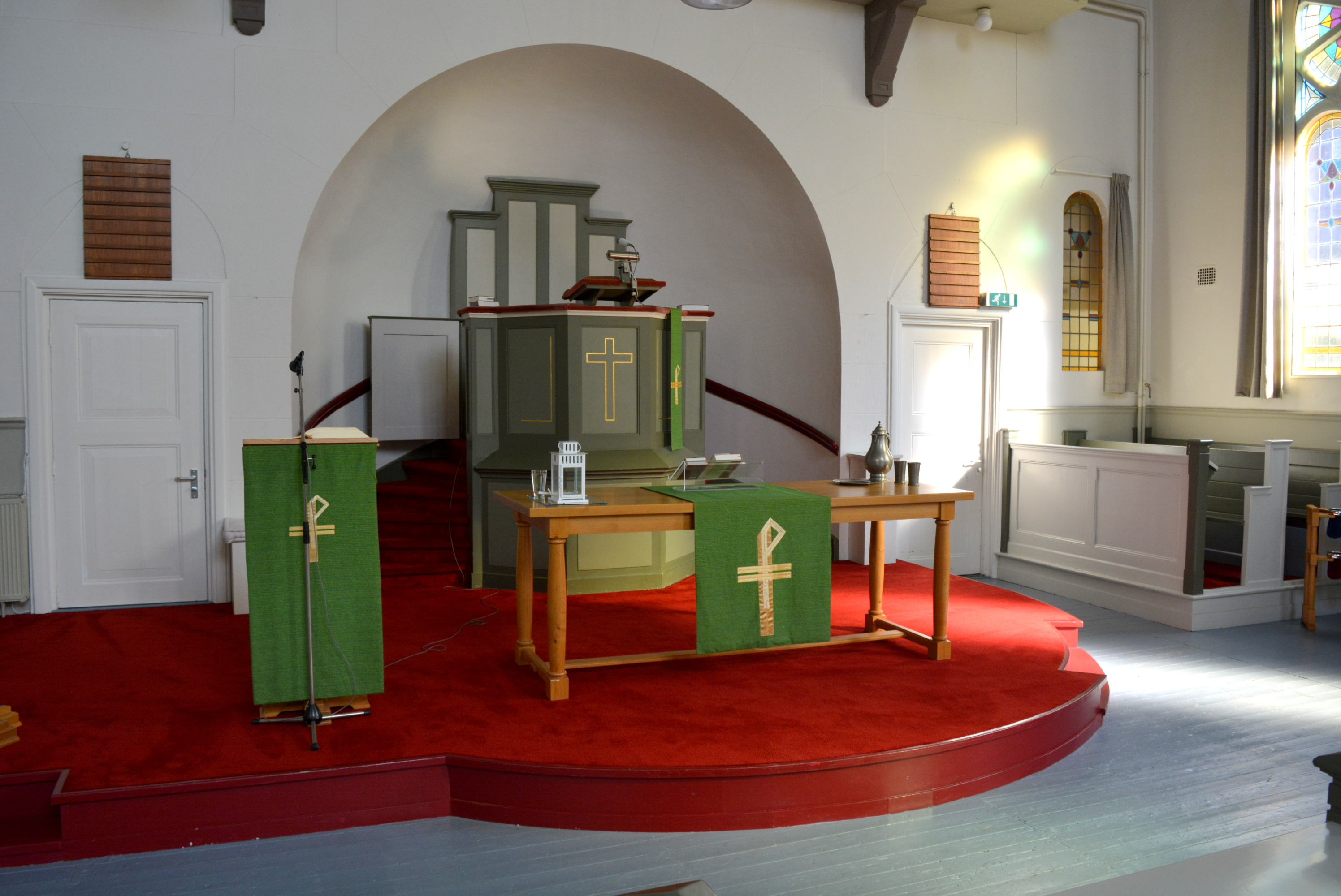
Preekstoel
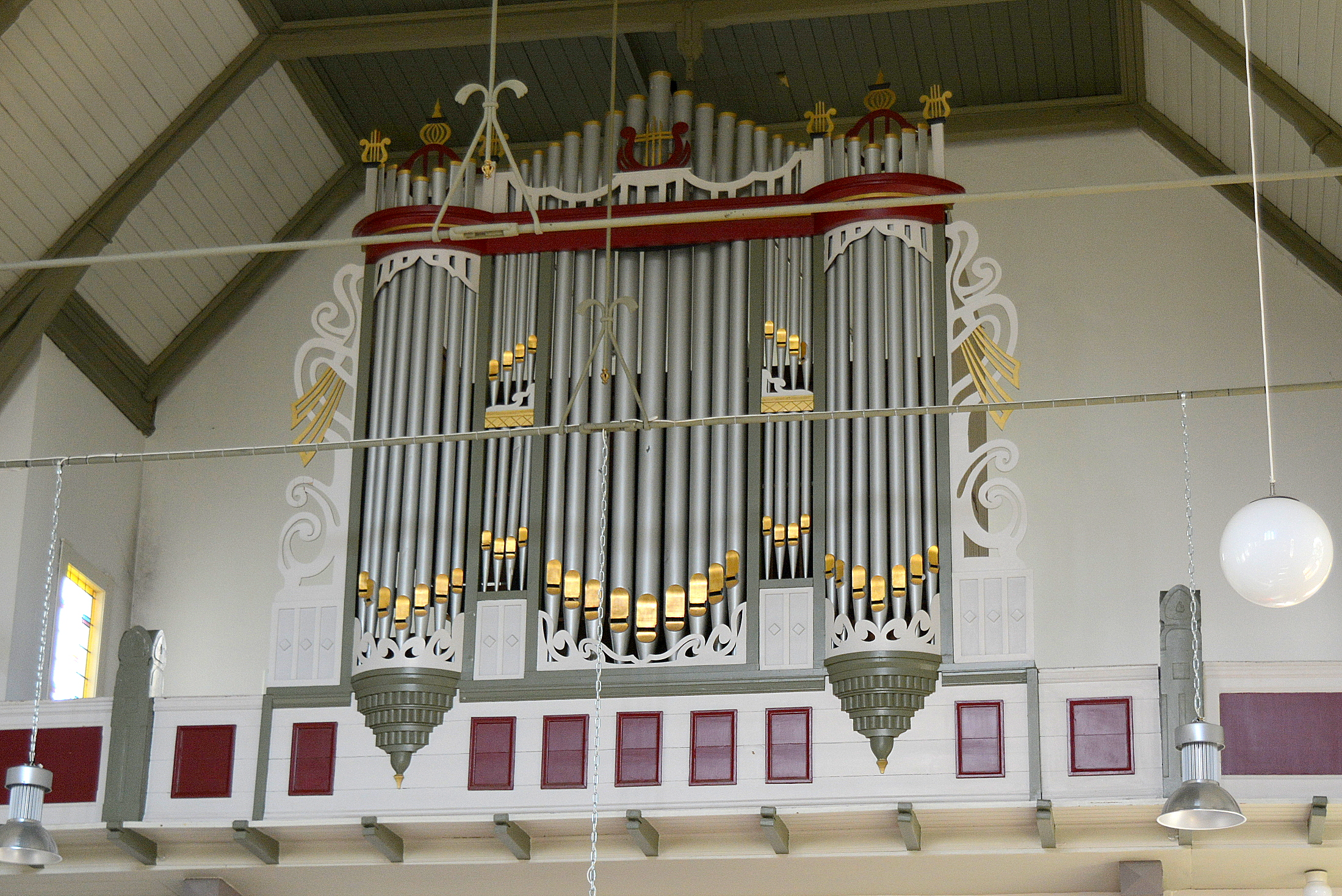
Orgel